# María Irene Fornés
María Irene Fornés   (l'Havana, 14 de maig de 1930 - Manhattan, 30 d'octubre de 2018) fou una dramaturga i directora cubana, destacada en l'off-off-Broadway en la dècada del 1960. S'inspirar per primera vegada per a escriure mentre vivia amb Susan Sontag, a qui encoratjà en un moment difícil de la carrera d'escriptora de Sontag. Les obres de Fornés varien molt en temes, però tracten l'impacte de les condicions econòmiques en les relacions personals. Fornés guanyà molts premis Obie Theatre i també fou finalista del premi Pulitzer.

## Biografia
Fornés nasqué a L'Havana, Cuba, i emigrà als Estats Units a l'edat de 15 anys amb sa mare, Carmen Collado Fornés i la seua germana, Margarita Fornés Lapinel, després que son pare, Carlos Fornés, morís el 1945. Irene té dues germanes majors, Margarita i Carmen, i tres germans grans, Rafael (destacat dibuixant), Héctor i Raúl. Esdevingué ciutadana estatunidenca el 1951. Quan arribà a Amèrica, Fornés treballà a la fàbrica de sabates Capezio. Insatisfeta, estudià anglés i feu traductora. A l'edat de 19 anys, s'interessà per la pintura i començà la seua educació formal en art abstracte, estudiant amb Hans Hofmann a Nova York i a Provincetown, Massachusett.
El 1954, Fornés conegué l'escriptora i model d'artistes Harriet Sohmers. Es van fer amants i ella se n'anà a París per a viure amb Sohmers i estudiar pintura. Allí va estar molt influenciada per una producció francesa d'Esperant a Godot de Samuel Beckett, tot i que mai havia llegit l'obra i no entenia el francés. Se n'adonà de l'impacte que podia tenir el teatre, però no començà a escriure fins a principis dels anys seixanta. Visqué amb Sohmers a París durant tres anys, però la relació s'acabà abans que Fornés tornàs a Nova York el 1957.

## Professió
El 1959, Fornés conegué en una festa l'escriptora Susan Sontag i tingueren una relació que va durar anys. Mentre Fornés era amb Sontag, començà a escriure obres de teatre. En l'obra de Scott Cummings sobre María Irene Fornés, escriu: "Pel seu compte, Fornés comença a escriure per caprici". En un perfil de Village Voice de 1986, Ross Wetzsteon explica com un dissabte a la nit en la primavera de 1961, Fornés i l'escriptora Susan Sontag estaven passant l'estona a Greenwich Village. Quan Sontag expressà la seua frustració per una novel·la que volia escriure, Fornés insistí perquè tornassen a l'apartament que compartien, i es posassen a treballar. Sense experiència ni idea de com començar, Fornés obrí un llibre de cuina a l'atzar i començà una història curta usant la primera paraula de cada oració en la pàgina. "Potser mai no hauria pensat a escriure si no hagués pretés que anava a mostrar-li a Susan com n'era de fàcil"". Abans, però, el primer pas de Fornés cap a la dramatúrgia havia estat traduir les cartes que portà de Cuba i que van ser escrites al seu besavi per un cosí. Va convertir les cartes en una obra de teatre anomenada La vídua (The Widow, 1961), que mai es traduí a l'anglès; es va presentar en espanyol a Nova York. Ella mai no representà l'obra i, segons Scott Cummings, "en la seua carrera, destaca més com a precursora que com una primera obra".
Es considera que la seua primera obra, i el començament de la seua carrera com a dramaturga, és una peça anomenada There! You Died, produïda per primera vegada pel Taller d'Actors de San Francisco el 1963. Una obra absurda de dos personatges, més tard es reanomenà Tango Palace i es produí el 1964 en l'Actors Studio de Nova York. La peça és una lluita de poder al·legòrica entre els dos personatges centrals: Isidoro, un pallasso, i Leopoldo, un jove ingenu. Com en gran part de la seua obra, Tango Palace emfasitza el caràcter més que no la trama. Amb ell, Fornés consolidà el seu estil, involucrant-se en tot el procés de posada en escena. A mesura que la reputació de Fornés creixia en els cercles d'avantguarda, es feu amiga de Norman Mailer i Joseph Papp i es va tornar a relacionar amb Harriet Sohmers. Més tard escrigué La vida reeixida de 3 i Promenade, amb què guanyà el seu primer premio Obie d'obres distingides el 1965. El seu treball fou defensat per Performing Arts Journal (més tard PAJ).
En Fefu and Her Friends (1977), Fornés desconstrueix l'escenari posant escenes en molts llocs simultàniament al teatre. En l'acte II s'empren quatre conjunts (un jardí, un estudi, un dormitori i una cuina). L'audiència es divideix en grups per a veure cada escena; les escenes es repeteixen fins que cada grup n'haja vist les quatre. Produïda per primera vegada per Nova York Theatre Strategy en Relativity Mitjana Lab, la història segueix vuit dones que semblen estar immerses en contratemps amb homes, i acaba amb una escena de crim. Canviant el seu estil cap al naturalisme, Fornés retrata els personatges com a dones reals. Els crítics consideren l'obra feminista, perquè se centra en personatges femenins i els seus pensaments, sentiments i relacions, i es relata des de la mirada d'una dona.

El 1982, Fornés obté un Obie especial per Assoliment Sostingut; el 1984 rep l'Obie per escriure i dirigir El Danubi (1982), Llot (1983) i Sarita (1984). Mud, produït per primera vegada el 1983 al Pàdua Hills Playwright's Festival de Califòrnia, explora les vides empobrides de Mae, Lloyd i Henry, que formen un triangle amorós. Fornés contrasta el desig de cercar més en la vida amb allò que realment és possible en unes condicions donades. Quan els crítics es queixaren del seu pessimisme, Fornés en discrepà:
Molta gent m'ha dit de "Mud" i "Sarita" que els agrada, els impressiona molt; troben que al final hi ha un buit. "Què estàs dient?" pregunten. "Que no hi ha esperança?" Un dels crítics digué de "Mud" que expressa que no hi ha eixida. Jo no deia tal cosa. Malgrat que "Sarita" té un final tràgic, perquè mata el seu amant i després es torna boja i acaba en una institució mental, no estic dient tal cosa! Estic mostrant el que podria passar. Precisament. Els estic donant un exemple del que és possible.
Mud exemplifica la tècnica de Fornés de mostrar l'ascens d'un personatge femení al qual s'oposen els personatges masculins. L'obra també explora la manera amb què la ment experimenta la pobresa i l'aïllament.
The Conduct of Life (1985) fou una altra guanyadora d'Obie, igual que Abingdon Square (1988). Fornés fou finalista del Premi Pulitzer de Drama de 1990 amb I què de la nit? El 2000, Letters From Cuba s'estrenà per Signature Theatre Company a Nova York, com a part de la seua retrospectiva d'un any de carrera. L'obra se centra en una jove ballarina cubana que viu a Nova York i manté correspondència amb el seu germà a Cuba. És la primera obra que Fornés identifica com a extreta de la seua experiència personal, en assenyalar els quasi 30 anys d'intercanvi epistolar amb el seu germà. Letters From Cuba també obtingué un Obie.
Fornés esdevingué una força reconeguda tant en el teatre llatinoamericà com en l'experimental de Nova York, i guanyà nou premis Obie. Es podria dir, però, que la major influència d'Irene ha arribat pels seus llegendaris tallers de dramatúrgia, en què ensenyà a aspirants a escriptors de tot el món. A Nova York, com a directora del laboratori de residència de dramaturgs llatins d'INTAR en la dècada de 1980 i principis dels 1990, dirigí una generació de dramaturgs llatins, inclosos Cherríe Moraga, Migdalia Cruz, Nil Cruz, Caridad Svich i Eduardo Machado. Va rebre un doctorat honorari en lletres del Bates College el 1992.
Els escriptors guanyadors del premi Pulitzer Tony Kushner (Ángeles a Amèrica), Paula Vogel (Com vaig aprendre a conduir), Lanford Wilson (Talley's Folly), Sam Shepard (Buried Child) i Edward Albee (A Delicate Balanç) reconeixen Fornés com a inspiració i influència. "El seu treball no té precedents, no deriva de res", digué una vegada Lanford Wilson sobre ella, "és la més original de tots nosaltres". Paula Vogel afirma: "En l'obra de tot dramaturg estatunidenc de finals del s. XX, només hi ha dues etapes: abans de llegir María Irene Fornés i després". Tony Kushner conclou: "Cada vegada que escolte Fornés, o llig o veig una de les seues obres, sent això: ella respira, sempre ha respirat, un aire més fi, més pur, més agut".
Es realitzà un llargmetratge documental sobre Fornés, The Rest I Make Up, de Michelle Memran, en col·laboració amb l'autora, i se centra en la seua vida creativa en els anys posteriors a deixar d'escriure a causa de la demència.

## Obres de teatre
- There! You Died (1963) (produced as Tango Palace in 1964)
- The Successful life of 3: A skit for Vaudeville (1965)
- Promenade (music by Al Carmines) (1965)
- The Office (1966)
- The Annunciation (1967)
- A Vietnamese Wedding (1967)
- Dr. Kheal (1968)
- Molly's Dream (music by Cosmos Savage) (1968)
- The Red Burning Light, or Mission XQ3 (Music by John Vauman) (1968)
- Aurora" (music by John Fitzgibbon) (1972)
- The Curse of the Langston House (1972)
- Cap-a-Pie (music by José Raúl Bernardo) (1975)
- Washing (1976)
- Fefu and Her Friends (1977)
- Lolita in the Garden (1977)
- In Service (1978)
- Eyes on the Harem (1979)
- Evelyn Brown (A Diary) (1980)
- Blood Wedding (adaptación de Bodas de Sangre by Lorca) (1980)
- Life is a Dream (adaptación de La vida es sueño by de la Barca) (1981)
- A Visit (1981)
- The Danube (1982)
- Mud (1983)
- Sarita (music by Leon Odenz) (1984)
- No Time (1984)
- The Conduct of Life (1985)
- Cold Air (adapted and translated from a play by Piñera) (1985)
- A Matter of Faith (1986)
- Lovers and Keepers (music by Tito Puente and Fernando Rivas) (1986)
- Drowning (adaptación de una historia de Chekhov) (1986)
- Art (1986)
- "The Mothers" (1986; revised as Nadine in 1989)
- Abingdon Square (1987)
- Uncle Vanya (adapted from the play by Chekhov) (1987)
- Hunger (1988)
- And What of the Night? (four one-act plays: Nadine, Springtime, Lust and Hunger) (1989)
- Oscar and Bertha (1992)
- Terra Incognita (music by Roberto Sierra) (1992)
- Enter the Night (1993)
- Summer in Gossensass (1995)
- Manual for a Desperate Crossing (1996)
- Balseros (Rafters) (opera based on Manual for a Desperate Crossing, music by Robert Ashley) (1997)
- Letters from Cuba (2000)

## Premis
- 1961 Beca de la Fundació John Hay Whitney[16]
- 1965 Premi Obie per obres distingides: Promenade i The Successful Life of 3
- 1977 Premi Obie de dramatúrgia: Fefu and Her Friends
- 1979 Premi Obie a l'adreça: Eyes on the Harem
- 1982 Premi Obie per assoliments sostinguts
- 1984 Dos premis Obie per 1) Dramatúrgia i 2) Adreça: The Danube, Sarita i Mud
- 1985 Premi Obie a la millor obra nova estatunidenca: The Conduct of Life
- 1985 Acadèmia Estatunidenca i Institut d'Arts i Lletres
- 1986 Premi Playwrights USA per traducció de Cold Air
- 1988 Premi Obie a la millor obra nova estatunidenca: Abingdon Square
- Premi Obie 2000 - Esments especials: "Letters From Cuba"
- 1990 Premi de les Arts del Governador de l'Estat de Nova York[15]
- Premi Robert Chesley 2001
- 2002 PEN/Laura Pels International Foundation for Theatre Award per a un mestre dramaturg estatunidenc